# Marvel 2002
Marvel 2002 foi uma publicação mensal de histórias em quadrinhos, originalmente publicadas pela editora estadunidense Marvel Comics, distribuídas no Brasil pela Editora Panini. Diferente das edições americanas, que são todas publicadas individualmente, é costume no Brasil lançar as séries nos chamados "mix", contendo diversas edições originais em cada edição nacional. A série Marvel 2002 abrigava as séries Capitão América (Captain America), Demolidor (Daredevil), Homem de Ferro (Iron Man), Thor e Vingadores (Avengers) e foi publicada entre janeiro de 2002 e dezembro de 2002.
Marvel 2002 foi uma das seis publicações originalmente lançadas pela Panini ao assumir a Marvel no Brasil (Homem-Aranha, Marvel 2002, Marvel Millennium: Homem-Aranha, Paladinos Marvel, X-Men e X-Men Extra), e foi substituída por Marvel 2003.
A série foi publicada inteiramente no "formato Panini" (18,5 cm x 27,5 cm).

## Publicação pela Panini Comics

### Marvel 2002 (2002)

#### Séries
- Avengers (#01-#04; #06-#12)
- Daredevil (#01-#05; #07-#12)
- Captain America (#09-#12)
- Iron Man (#05-#06; #10-#12)
- Iron Man Annual (#06-#07)
- Marvel Knights: Double-Shot (#09)
- Thor (#01-#08)
- Thunderbolts (#05)

#### Edições
| Edição nacional | História 1           | História 2           | História 3                      | História 4       | Data de publicação |
| --------------- | -------------------- | -------------------- | ------------------------------- | ---------------- | ------------------ |
| #01             | Daredevil #14        | Daredevil #15        | Thor #22                        | Avengers #28     | jan 02             |
| #02             | Thor #23             | Avengers #29         | Avengers #30                    | Daredevil #16    | fev 02             |
| #03             | Thor #24             | Avengers #31         | Avengers #32                    | Daredevil #17    | mar 02             |
| #04             | Thor #25             | Thor #25             | Daredevil #18                   | Avengers #33     | abr 02             |
| #05             | Thor #26             | Daredevil #19        | Iron Man #31                    | Thunderbolts #44 | mai 02             |
| #06             | Iron Man #32         | Iron Man Annual 2000 | Thor #27                        | Avengers #34     | jun 02             |
| #07             | Iron Man Annual 2000 | Daredevil #20        | Avengers #35                    | Thor #28         | jul 02             |
| #08             | Avengers #36         | Thor #29             | Thor #30                        | Daredevil #21    | ago 02             |
| #09             | Captain America #01  | Avengers #37         | Marvel Knights: Double-Shot #01 | Daredevil #22    | set 02             |
| #10             | Iron Man #33         | Avengers #38         | Captain America #02             | Daredevil #23    | out 02             |
| #11             | Iron Man #34         | Avengers #39         | Captain America #03             | Daredevil #24    | nov 02             |
| #12             | Avengers #40         | Iron Man #35         | Captain America #04             | Daredevil #25    | dez 02             |